# 方中铎
方中铎（1918年—1986年2月1日），河南省沈丘县人。中華人民共和國军事将领。
1937年，参加八路军。1939年，加入新四军，任新四军第六支队三团政治委员，抗大四分校教育长。后升任新四军第四师政治部保卫部部长，新四军第三师八旅二十四团政治处主任。第二次国共内战，担任华中野战军第九纵队七十七团政治委员。华东野战军第二纵队五师十四团政治委员，二纵队五师政治部主任、师政治委员，三十一军政治部主任。中华人民共和国成立后，任华东军区空军政治部主任。1956年，任22军政治委员。1960年，任上海警备区副政治委员。1961年，授少将军衔。1973年，任江苏生产建设兵团副政治委员。1986年去世。